# Haptocillium rhabdosporum
Haptocillium rhabdosporum är en svampart som beskrevs av Zare & W. Gams 2001. Haptocillium rhabdosporum ingår i släktet Haptocillium och familjen Ophiocordycipitaceae.   Inga underarter finns listade i Catalogue of Life.